# Jiřinková polka
Jiřinková polka je skladba pro klavír zkomponovaná známým českým hudebním skladatelem Bedřichem Smetanou.
Jiřinkovou polku složil Smetana spolu s Louisinou polkou a s dílem Ze studentského života ve svých mladých letech. Důsledně se zde uplatňuje sonátová forma.